# Łubnice (gromada w powiecie buskim)
Łubnice – dawna gromada, czyli najmniejsza jednostka podziału terytorialnego Polskiej Rzeczypospolitej Ludowej w latach 1954–1972.
Gromady, z gromadzkimi radami narodowymi (GRN) jako organami władzy najniższego stopnia na wsi, funkcjonowały od reformy reorganizującej administrację wiejską przeprowadzonej jesienią 1954 do momentu ich zniesienia z dniem 1 stycznia 1973, tym samym wypierając organizację gminną w latach 1954–1972.
Gromadę Łubnice z siedzibą GRN we Łubnicach utworzono – jako jedną z 8759 gromad na obszarze Polski – w powiecie buskim w woj. kieleckim, na mocy uchwały nr 13a/54 WRN w Kielcach z dnia 29 września 1954. W skład jednostki weszły obszary dotychczasowych gromad Łubnice, Orzelec Duży, Orzelec Mały, Przeczów, Łyczba i Grabowa ze zniesionej gminy Łubnice w tymże powiecie. Dla gromady ustalono 19 członków gromadzkiej rady narodowej.
31 grudnia 1959 do gromady Łubnice przyłączono wieś Beszowa i kolonię Beszowa ze zniesionej gromady Borzymów w tymże powiecie.
31 grudnia 1961 do gromady Łubnice przyłączono wsie Budziska, Czarzyzna i Rejterówka oraz kolonie Budziska i Ratówka ze zniesionej gromady Czarzyzna.
Gromada przetrwała do końca 1972 roku, czyli do kolejnej reformy gminnej. 1 stycznia 1973 w powiecie buskim reaktywowano gminę Łubnice (na uwagę zasługuje fakt że gmina Łubnice obecnie znajduje się w powiecie staszowskim, a gmina Tuczępy w powiecie buskim; w latach 1973–75 było odwrotnie).